# SS City of New York
El SS City of New York fue un transatlántico británico operado por la empresa naviera Inman Line, diseñado para ser el mayor y más rápido de su época, en la línea del Atlántico Norte. Cuando fue introducido en agosto de 1888, fue el primer barco de pasajeros en contar con dos hélices gemelas, y aunque no consiguió ganar el galardón de la Banda Azul en su travesía de Europa a América, sí logró finalmente hacerse con el récord por la travesía en sentido contrario, desde agosto de 1892 a mayo de 1893, a una velocidad de 20,11 nudos.
El City of New York y su buque gemelo, el SS City of Paris, eran considerados barcos especialmente bonitos y durante sus carreras fueron rivales del RMS Teutonic y el RMS Majestic de la White Star Line. En febrero de 1893, la Inman Line se fusionó con la American Line y por imperativo del Congreso estadounidense, fue rebautizado como SS New York y transferido a los Estados Unidos. A mediados de la década de 1890, el New York y el Paris (ex City of Paris) se unieron a la ruta de los barcos St Louis y St Paul para formar uno de los principales servicios de pasajeros en el Atlántico. 
El New York continuó bajo la American Line hasta 1920 y fue finalmente desguazado en 1923. Sirvió a la Marina de Estados Unidos como USS Harvard durante la Guerra hispano-estadounidense de 1898 y como USS Plattsburg (SP-1645) en la Primera Guerra Mundial.

## Incidente con el Titanic

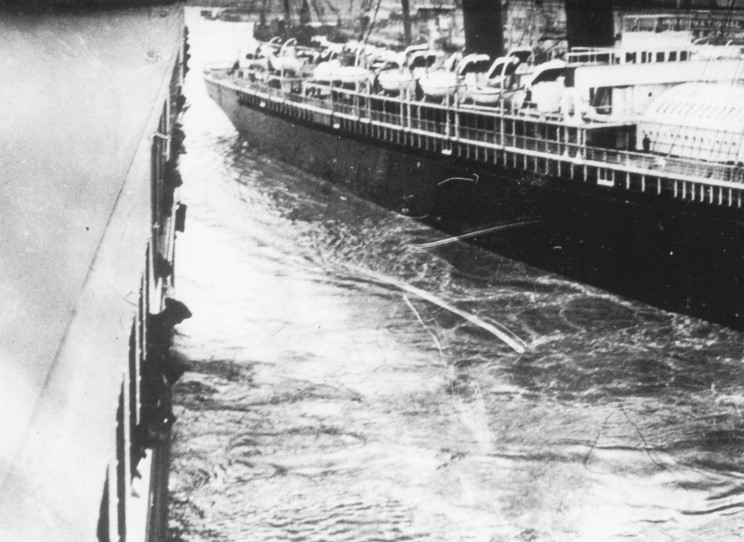
El New York fotografiado desde el el 10 de abril de 1912, durante las maniobras para evitar la colisión durante su partida del puerto de Southampton.

El New York es también recordado por casi colisionar con el RMS Titanic en el puerto de Southampton cuando este último comenzaba su viaje inaugural. El Titanic zarpó a las 12:15 p. m. del 10 de abril de 1912, y cuando dejó el muelle, su estela hizo que el New York (el cual estaba atracado en las proximidades, junto al RMS Oceanic) se acercara peligrosamente, rompiendo sus amarras y casi chocando ambos barcos, antes de que unos remolcadores alejasen al New York. Este incidente retrasó una hora la partida del Titanic.